# 메건 게일
메건 케이트 게일(영어: Megan Kate Gale, 1975년 8월 7일 ~ )은 오스트레일리아 출신의 모델, 배우이다.
2015년 영화 《매드맥스: 분노의 도로》에 캐스팅되었다.